# Trofeo Kopa
El Trofeo Kopa es un premio anual que desde el año 2018 entrega la revista deportiva francesa France Football al mejor futbolista menor de 21 años en el mundo.
El premio lleva el nombre de Raymond Kopa, el primer jugador francés en ganar el Balón de Oro.

## Sistema de votación
El ganador es elegido por un grupo de 10 candidatos en base a los votos otorgado por los 33 ganadores del Balón de Oro que aún están vivos.

## Historial
| \| Edición \| Primero \| Primero \| Segundo \| Segundo \| Tercero \| Tercero \| \| \| ------------------------------------------------------------------------------------------------------------------------------------------------------------------------------------------------------------------------------------------------ \| ----------------------------------------- \| ------- \| ------------------------------------------- \| ------- \| --------------------------------------- \| ------- \| ---- \| \| Edición \| \| Jugador \| Pts. \| Jugador \| Pts. \| Jugador \| Pts. \| \| 2018 \| Kylian Mbappé (Paris Saint-Germain F. C.) \| 110 \| Christian Pulisic (B. V. Borussia) \| 31 \| Justin Kluivert (A. S. Roma)[n. 1] \| 18 \| \| \| 2019 \| Matthijs de Ligt (Juventus F. C.)[n. 2] \| 58 \| Jadon Sancho (B. V. Borussia) \| 49 \| João Félix (Atlético de Madrid)[n. 3] \| 41 \| \| \| En 2020, la revista France Football decidió no entregar el premio debido a que la pandemia de COVID-19 impidió el desarrollo normal de las ligas de fútbol del mundo, por lo que consideró que no hubo condiciones justas para entregarlo.[2][3] \| \| \| \| \| \| \| \| \| 2021 \| Pedri (F. C. Barcelona) \| 89 \| Jude Bellingham (B. V. Borussia) \| 39 \| Jamal Musiala (F. C. Bayern) \| 38 \| \| \| 2022 \| Gavi (F. C. Barcelona)[n. 4] \| 59 \| Eduardo Camavinga (Real Madrid C. F.)[n. 5] \| 51 \| Jamal Musiala (F. C. Bayern) \| 47 \| \| \| 2023 \| Jude Bellingham (Real Madrid C. F.)[n. 6] \| 90 \| Jamal Musiala (F. C. Bayern) \| 42 \| Pedri (F. C. Barcelona) \| 33 \| \| \| 2024 \| Lamine Yamal (F. C. Barcelona) \| 113 \| Arda Güler (Real Madrid C. F.) \| 26 \| Kobbie Mainoo (Manchester United F. C.) \| 20 \| \| |                                           |         |                                       |         |                                         |         |      |
| Edición | Primero                                   | Primero | Segundo                               | Segundo | Tercero                                 | Tercero |      |
| Edición |                                           | Jugador | Pts.                                  | Jugador | Pts.                                    | Jugador | Pts. |
| 2018 | Kylian Mbappé (Paris Saint-Germain F. C.) | 110     | Christian Pulisic (B. V. Borussia)    | 31      | Justin Kluivert (A. S. Roma)            | 18      |      |
| 2019 | Matthijs de Ligt (Juventus F. C.)         | 58      | Jadon Sancho (B. V. Borussia)         | 49      | João Félix (Atlético de Madrid)         | 41      |      |
| En 2020, la revista France Football decidió no entregar el premio debido a que la pandemia de COVID-19 impidió el desarrollo normal de las ligas de fútbol del mundo, por lo que consideró que no hubo condiciones justas para entregarlo. |                                           |         |                                       |         |                                         |         |      |
| 2021 | Pedri (F. C. Barcelona)                   | 89      | Jude Bellingham (B. V. Borussia)      | 39      | Jamal Musiala (F. C. Bayern)            | 38      |      |
| 2022 | Gavi (F. C. Barcelona)                    | 59      | Eduardo Camavinga (Real Madrid C. F.) | 51      | Jamal Musiala (F. C. Bayern)            | 47      |      |
| 2023 | Jude Bellingham (Real Madrid C. F.)       | 90      | Jamal Musiala (F. C. Bayern)          | 42      | Pedri (F. C. Barcelona)                 | 33      |      |
| 2024 | Lamine Yamal (F. C. Barcelona)            | 113     | Arda Güler (Real Madrid C. F.)        | 26      | Kobbie Mainoo (Manchester United F. C.) | 20      |      |

## Palmarés
Nota: en negrita ediciones ganadas. En cursiva ediciones finalista.
| Jugador          | Primero | Segundo | Tercero | Años galardonado |
| ---------------- | ------- | ------- | ------- | ---------------- |
| Jude Bellingham  | 1       | 1       | -       | 2021, 2023       |
| Pedri            | 1       | -       | 1       | 2021, 2023       |
| Kylian Mbappé    | 1       | -       | -       | 2018             |
| Matthijs de Ligt | 1       | -       | -       | 2019             |
| Gavi             | 1       | -       | -       | 2022             |
| Lamine Yamal     | 1       | -       | -       | 2024             |

| Mostrar todos | Mostrar todos | Mostrar todos | Mostrar todos | Mostrar todos    |
| --- | ------------- | ------------- | ------------- | ---------------- |
| \| Jugador \| Primero \| Segundo \| Tercero \| Años galardonado \| \| ----------------- \| ------- \| ------- \| ------- \| ---------------- \| \| Jamal Musiala \| - \| 1 \| 2 \| 2021, 2022, 2023 \| \| Christian Pulisic \| - \| 1 \| - \| 2018 \| \| Jadon Sancho \| - \| 1 \| - \| 2019 \| \| Eduardo Camavinga \| - \| 1 \| - \| 2022 \| \| Arda Güler \| - \| 1 \| - \| 2024 \| \| Justin Kluivert \| - \| - \| 1 \| 2018 \| \| João Félix \| - \| - \| 1 \| 2019 \| \| Kobbie Mainoo \| - \| - \| 1 \| 2024 \| |               |               |               |                  |
| Jugador | Primero       | Segundo       | Tercero       | Años galardonado |
| Jamal Musiala | -             | 1             | 2             | 2021, 2022, 2023 |
| Christian Pulisic | -             | 1             | -             | 2018             |
| Jadon Sancho | -             | 1             | -             | 2019             |
| Eduardo Camavinga | -             | 1             | -             | 2022             |
| Arda Güler | -             | 1             | -             | 2024             |
| Justin Kluivert | -             | -             | 1             | 2018             |
| João Félix | -             | -             | 1             | 2019             |
| Kobbie Mainoo | -             | -             | 1             | 2024             |

### Palmarés según la nacionalidad
| País           | Primero | Segundo | Tercero | Futbolistas ganadores                  |
| -------------- | ------- | ------- | ------- | -------------------------------------- |
| España         | 3       | -       | 1       | Pedri (1), Gavi (1) y Lamine Yamal (1) |
| Inglaterra     | 1       | 2       | 1       | Jude Bellingham                        |
| Francia        | 1       | 1       | -       | Kylian Mbappé                          |
| Países Bajos   | 1       | -       | 1       | Matthijs de Ligt                       |
| Alemania       | -       | 1       | 2       |                                        |
| Estados Unidos | -       | 1       | -       |                                        |
| Turquía        | -       | 1       | -       |                                        |
| Portugal       | -       | -       | 1       |                                        |

### Palmarés según el club
| País                      | Primero | Segundo | Tercero | Futbolistas ganadores                  |
| ------------------------- | ------- | ------- | ------- | -------------------------------------- |
| F. C. Barcelona           | 3       | -       | 1       | Pedri (1), Gavi (1) y Lamine Yamal (1) |
| B. V. Borussia            | 1       | 3       | -       | Jude Bellingham                        |
| Paris Saint-Germain F. C. | 1       | -       | -       | Kylian Mbappé                          |
| Juventus F. C.            | 1       | -       | -       | Matthijs de Ligt                       |
| Real Madrid C. F.         | -       | 2       | -       |                                        |
| F. C. Bayern              | -       | 1       | 2       |                                        |
| A. S. Roma                | -       | -       | 1       |                                        |
| Atlético de Madrid        | -       | -       | 1       |                                        |
| Manchester United F. C.   | -       | -       | 1       |                                        |